# Bahnhof Traiskirchen Aspangbahn
Der Bahnhof Traiskirchen Aspangbahn  ist ein Bahnhof des Personen- sowie des Güterverkehrs im Netz der ÖBB-Infrastruktur, der sich in Traiskirchen in Niederösterreich im Umland von Wien befindet.

## Lage

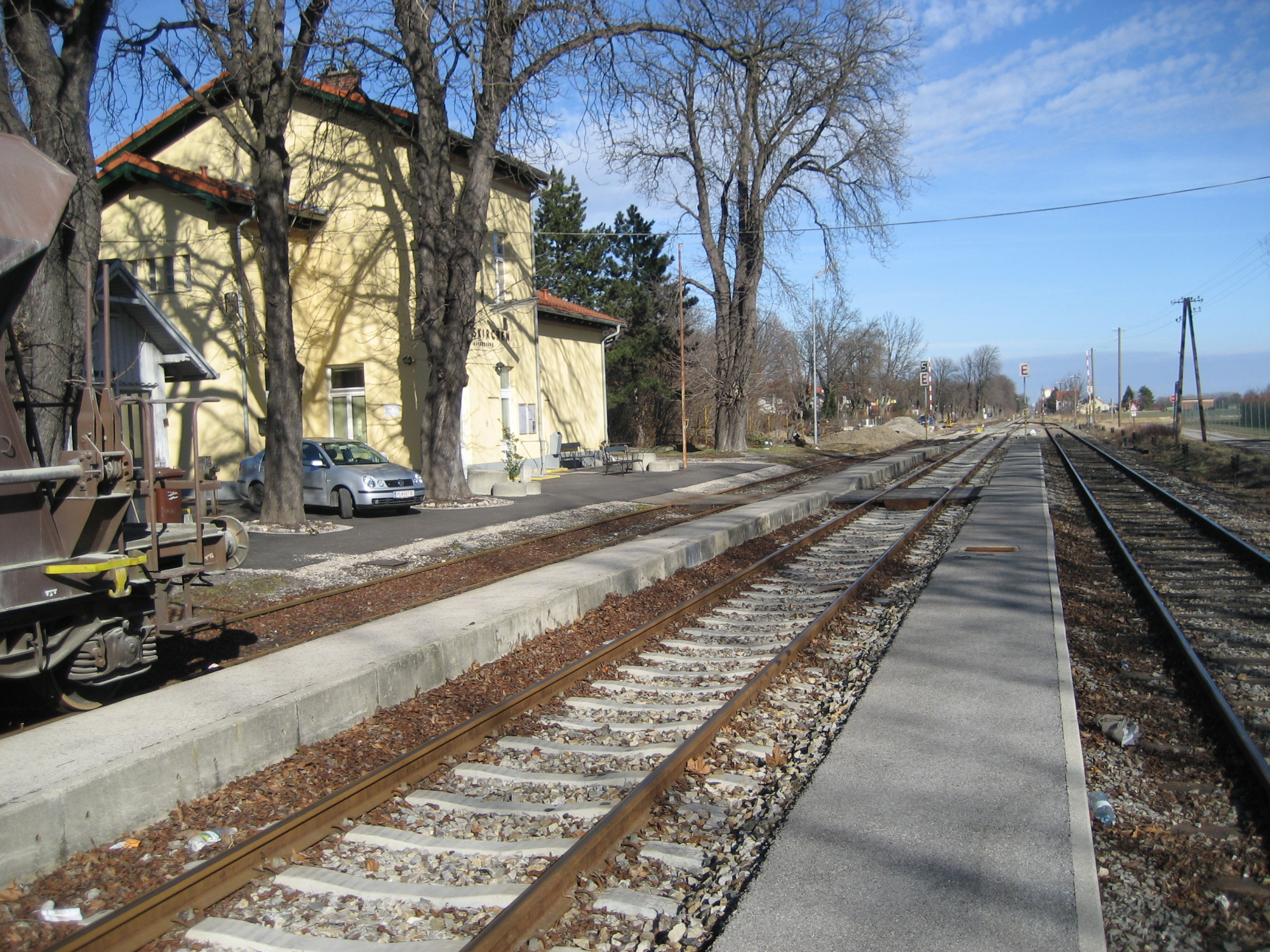
Gleisseitige Ansicht des Traiskirchener Aspangbahnhofes

Der Bahnhof liegt an der Aspangbahn, die ursprünglich vom Aspangbahnhof in Wien ausgehend über Wien Zentralfriedhof, Maria Lanzendorf und Traiskirchen nach Wiener Neustadt und weiter nach Aspang führte. Seit 1979 war Wien Südbahnhof der Ausgangspunkt, der 2014 durch Wien Hauptbahnhof ersetzt wurde. Neben dem Bahnhof Traiskirchen Lokalbahn an der Strecke der Lokalbahn Wien–Baden ist er einer von zwei Bahnhöfen in Traiskirchen.
Im Bahnhof zweigt eine nicht mehr für den Personenverkehr genutzte Verbindungsstrecke zur Lokalbahnstrecke ab, die östlich der Haltestelle Tribuswinkel-Josefsthal in die Lokalbahnstrecke einmündet. Diese war einst Bestandteil des Netzes der Straßenbahn Baden.
Eine direkte Gleisverbindung zum Lokalbahnhof Traiskirchen besteht nicht.

## Anbindung
Der Bahnhof Traiskirchen Aspangbahn wird durch eine Regionalzuglinie (R) bedient, die zwischen Wien Hbf und Wiener Neustadt pendelt, zudem verkehrt eine Regionalbuslinie im Verkehrsverbund Ost-Region auf der Route Bad Vöslau – Traiskirchen Aspangbahnhof – Neu Guntramsdorf.